# ان‌پی‌او اولماس
ان‌پی‌او اولماس (روسی: ГСКБ Концерна ПВО "Алмаз-Антей") شرکت صنایع جنگ‌افزاری روس است، که در سال ۱۹۴۷ تأسیس شد.